# Ulla Pia
Ulla Pia Nielsen (Copenaghen, 17 febbraio 1945 – Rudersdal, 22 agosto 2020) è stata una cantante danese.
Rappresentò il suo Paese all'Eurovision Song Contest 1966 con il brano Stop, ja stop, mens legen er go, classificandosi solo al 14º posto.